# Тувалу на літніх Олімпійських іграх 2012
Тувалу брав участь у літніх Олімпійських іграх 2012 у Великій Британії, які пройшли з 27 липня по 12 серпня. Це друга участь країни на іграх. На ігри кваліфікувалися три спортсмена, що змагалися у двох видах спорту. Спортсмени з Тувалу поки жодного разу не завойовували медалей на іграх.

## Важка атлетика
Спортсменів — 1
Чоловіки
| Спортсмен        | Категорія | Ривок     | Ривок | Поштовх   | Поштовх | Всього | Місце |
| Спортсмен        | Категорія | результат | Місце | результат | Місце   | Всього | Місце |
| ---------------- | --------- | --------- | ----- | --------- | ------- | ------ | ----- |
| Туау Лапуа Лапуа | до 62 кг  | 108       | 13    | 135       | 12      | 243    | 12    |

## Легка атлетика
Спортсменів — 2
Чоловіки
|               | Спортсмен | Змагання | Попередній раунд | Попередній раунд | 1/4 фіналу | 1/4 фіналу | Півфінал   | Півфінал   | Фінал      | Фінал |
| Результат     | Спортсмен | Змагання | Місце            | Результат        | Місце      | Результат  | Місце      | Результат  | Місце      |       |
| Асенаті Маноа | 100 м     | 13,48    | 7                | Не пройшла       | Не пройшла | Не пройшла | Не пройшла | Не пройшла | Не пройшла |       |

Жінки
|              | Спортсмен | Змагання | Попередній раунд | Попередній раунд | 1/4 фіналу | 1/4 фіналу | Півфінал   | Півфінал   | Фінал      | Фінал |
| Результат    | Спортсмен | Змагання | Місце            | Результат        | Місце      | Результат  | Місце      | Результат  | Місце      |       |
| Тававеле Ноа | 100 м     | 11,55    | 6                | Не пройшла       | Не пройшла | Не пройшла | Не пройшла | Не пройшла | Не пройшла |       |